# Sonic Shuffle
Sonic Shuffle es un videojuego de fiesta con temática de Sonic the Hedgehog desarrollado y publicado por Sega para Dreamcast en 2000. El título se controla como un juego de mesa en la misma línea que la serie Mario Party de Nintendo, con hasta cuatro jugadores moviendo sus personajes a través de un tablero lleno de una variedad de espacios que pueden alterar diferentes eventos. Algunos espacios lanzarán minijuegos que enfrentarán a los jugadores entre sí en eventos competitivos cortos.
Sega contrató a Hudson Soft, los desarrolladores de Mario Party, para ayudar con el desarrollo. Para los gráficos del juego, utilizaron la misma técnica de sombreado de celdas utilizada en su juego anterior Jet Set Radio (2000). Se planeó un modo multijugador en línea, pero se retiró para que el juego pudiera lanzarse a tiempo para la temporada navideña de 2000. Aunque los críticos elogiaron los gráficos, se descubrió que los tiempos de carga excesivos del juego y los minijuegos mal explicados y demasiado complejos eran significativamente perjudiciales para la experiencia general. Los críticos clasificaron a Sonic Shuffle como un clon inferior de Mario Party.

## Sistema de juego
Sonic Shuffle es un videojuego de fiesta para hasta cuatro jugadores, que se controla como un juego de mesa de manera similar a la serie Mario Party. El título se desarrolla en un mundo de sueños llamado «Maginaryworld», donde un hada le pide a Sonic the Hedgehog, Tails, Knuckles the Echidna y Amy Rose que recuperen «Precioustones» para ayudarla a salvar Maginaryworld de Void, el villano del juego. Los jugadores pueden elegir jugar como uno de estos cuatro personajes, o Big the Cat, E-102 Gamma, Super Sonic y un Chao si se desbloquea más tarde. Cada personaje tiene habilidades únicas que pueden usar para atravesar los tableros de juego.
Los jugadores se turnan para moverse por el tablero en un esfuerzo por recolectar la mayor cantidad de Precioustones; esto se hace eligiendo cartas y moviéndose la cantidad de espacios especificados en ellas. Cada jugador recibe siete cartas a la vez, y su mazo es visible en su pantalla VMU personal en su controlador, manteniéndolo en secreto para otros jugadores. Cuando es el turno de un jugador para mover, puede elegir jugar una carta de su mano o jugar una carta al azar de la mano de otro jugador. También hay una carta que se puede usar para robar cartas, intercambiar manos con otro jugador o moverse de uno a siete espacios según lo decida un juego corto estilo máquina tragamonedas. Finalmente, hay una carta que invocará al Doctor Eggman, quien robará los anillos del jugador o intercambiará su posición en el tablero con otro jugador.
Hay una variedad de espacios diferentes en el tablero. Los espacios más comunes aumentan o restan el recuento de anillos del jugador. Los anillos se pueden usar para comprar potenciadores en forma de «joyas de fuerza» en espacios especiales de la tienda. Estas piedras pueden brindarle al jugador numerosas ventajas, como seleccionar más de una carta en un turno o teletransportarse a las posiciones de otros jugadores. Los espacios de batalla enfrentan al jugador que aterriza en el espacio en un juego de cartas corto contra un enemigo. También siempre hay un espacio que alberga una Piedra preciosa. Cuando un jugador recoge una de estas, se coloca otra en el tablero. El objetivo de cada juego es recolectar la mayor cantidad de Piedras preciosas.
Finalmente, hay espacios de minijuegos. Estos espacios lanzarán uno aleatorio con todos los jugadores o solo con el que aterrizó en el espacio. Los minijuegos en solitario son secuencias similares a historias en las que el jugador debe responder una pregunta para ganar anillos o gemas, o perderlas si la respuesta es incorrecta. Los minijuegos que involucran a todos los jugadores vienen en una amplia variedad. Algunos son juegos todos contra todos, mientras que otros enfrentan a los jugadores entre sí en situaciones de dos contra dos o uno contra tres.

## Desarrollo y lanzamiento
Sonic Shuffle fue desarrollado por Sega, con la ayuda del equipo Hudson Soft detrás de Mario Party (1998), y la supervisión de Sonic Team. La mayoría de las fuentes atribuyeron a Sega como el desarrollador aunque algunos atribuyeron el juego al equipo de desarrollo interno de Sega, Smilebit. Smilebit había desarrollado previamente Jet Set Radio (2000) para Dreamcast, que fue bien considerado por sus visuales sombreados plano. Sega utilizó las mismas técnicas de sombreado en Sonic Shuffle.
Sega reveló que un spin-off de Sonic Adventure estaba en desarrollo junto con Sonic Adventure 2 en octubre de 1999. El juego fue revelado en la edición de junio de 2000 de Electronic Gaming Monthly (EGM) con el título tentativo Sonic Square, poco antes de la feria comercial E3 de ese año. Sega había planeado revelar información sobre Sonic Adventure 2 a EGM para la edición, pero decidió que el juego no estaba listo para ser mostrado, y compartió Sonic Square en su lugar. Se planeó el soporte para multijugador en línea a través de SegaNet, pero finalmente se cortó para que el juego pudiera enviarse antes de la temporada navideña de 2000. Sonic Shuffle se lanzó para Dreamcast en América del Norte el 14 de noviembre de 2000, en Japón el 21 de diciembre, y en Europa el 9 de marzo de 2001. Se esperaba que el juego apareciera en la compilación de 2002 Sonic Mega Collection, pero finalmente no se incluyó.